# Ґольшанабад (Марказі)
Ґольшанабад (перс. گلشن اباد) — село в Ірані, у дегестані Шамсабад, в Центральному бахші, шахрестані Ерак остану Марказі. За даними перепису 2006 року, його населення становило 192 особи, що проживали у складі 46 сімей.

## Клімат
Середня річна температура становить 11,20°C, середня максимальна – 30,38°C, а середня мінімальна – -10,94°C. Середня річна кількість опадів – 253 мм.
| Клімат поселення                              | Клімат поселення | Клімат поселення | Клімат поселення | Клімат поселення | Клімат поселення | Клімат поселення | Клімат поселення | Клімат поселення | Клімат поселення | Клімат поселення | Клімат поселення | Клімат поселення | Клімат поселення |
| Показник                                      | Січ.             | Лют.             | Бер.             | Квіт.            | Трав.            | Черв.            | Лип.             | Серп.            | Вер.             | Жовт.            | Лист.            | Груд.            |                  |
| Середній максимум, °C                         | 5,96             | 7,87             | 11,88            | 18,23            | 23,54            | 29,02            | 30,38            | 30,13            | 25,48            | 18,98            | 12,20            | 6,83             |                  |
| Середня температура, °C                       | −2,51            | −0,57            | 3,43             | 9,78             | 15,08            | 20,57            | 24,47            | 24,24            | 19,61            | 13,08            | 6,31             | 0,93             |                  |
| Середній мінімум, °C                          | −10,94           | −9,04            | −5,02            | 1,33             | 6,64             | 12,12            | 18,58            | 18,34            | 13,72            | 7,22             | 0,42             | −4,96            |                  |
| Норма опадів, мм                              | 37               | 37               | 47               | 33               | 26               | 4                | 1                | 1                | 0                | 8                | 24               | 35               |                  |
| Середньомісячна швидкість вітру, м/с          | 1.24             | 1.97             | 2.77             | 2.96             | 2.61             | 2.38             | 2.32             | 2.26             | 2.14             | 2.09             | 1.79             | 1.40             |                  |
| Середньомісячна сонячна радіація, кДж/м²·день | 9603             | 12759            | 15253            | 18503            | 22438            | 26850            | 25805            | 24211            | 21394            | 15911            | 11178            | 9193             |                  |
| --------------------------------------------- | ---------------- | ---------------- | ---------------- | ---------------- | ---------------- | ---------------- | ---------------- | ---------------- | ---------------- | ---------------- | ---------------- | ---------------- | ---------------- |
| Джерело:                                      |                  |                  |                  |                  |                  |                  |                  |                  |                  |                  |                  |                  |                  |